# Jarosława Muzyka

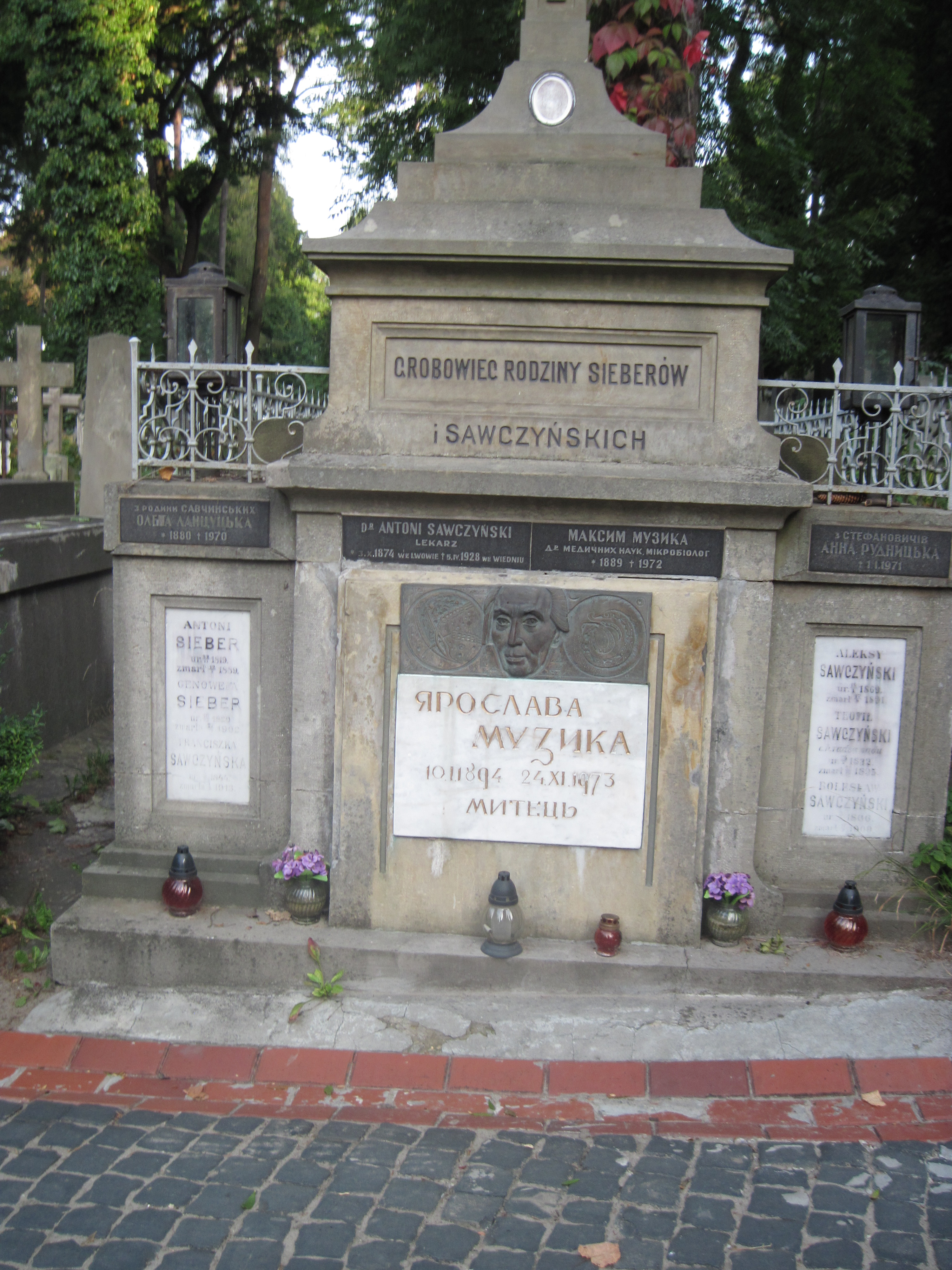
Grób Jarosławy Muzyki na Cmentarzu Łyczakowskim we Lwowie

Jarosława Lwiwna Muzyka (z domu Stefanowycz; ukr. Ярослава Львівна Музика; ur. 10 stycznia 1894 w Załoźcach, zm. 23 listopada 1973 we Lwowie) – ukraińska malarka, graficzka i konserwatorka zabytków.

## Życiorys
W latach 1917–1919 uczyła się w studiu malarskim Stanisława Batowskiego Kaczora, a w latach 1920–1923 w Wolnej Akademii Sztuki we Lwowie. Od 1924 pracowała jako rysowniczka w tamtejszym Muzeum Narodowym. W 1928 odbyła staż w Centralnych Warsztatach Naukowo-Restauracyjnych w Moskwie. W 1931 została współzałożycielką i prezeską Asocjacji Niezależnych Ukraińskich Artystów (ANUM), która organizowała wystawy i wydawała pismo Mystectwo (Sztuka). W 1934 była współorganizatorką Kongresu Kobiet Ukraińskich w Stanisławowie. W latach 30. XX wieku odbywała podróże artystyczne do Skandynawii, Francji (studia w szkole artystycznej A. Lota w Paryżu), Włoch. Od 1939 należała do Związku Pisarzy Radzieckich. W czasie drugiej wojny światowej przebywała we Lwowie pozbawiona kontaktu z mężem Markiem, ewakuowanym do Azji Środkowej ze Lwowskim Instytutem Medycznym, którego był zastępcą dyrektora. 8 listopada 1948 podczas podróży artystycznej na Krym została aresztowana przez NKWD i przewieziona do Kijowa. Na podstawie oskarżeń o kontakty z Głównym Prowydem OUN została 18 czerwca 1949 skazana przez Kolegium Specjalne NKWD na 25 lat pobytu w łagrze za „aktywny udział w antysowieckiej bandzie ukraińskich nacjonalistów”. Karę odbywała m.in. w obozie w Tajmetłazie w obwodzie kemerowskim i w okolicach Bracka. Została zwolniona z Gułagu 6 czerwca 1955. Po powrocie do Lwowa cierpiała na gruźlicę. Jest pochowana na Cmentarzu Łyczakowskim we Lwowie.
Była autorką ponad 2000 prac. Wykonywała obrazy (ikony, portrety, pejzaże, martwe natury), mozaiki, obrazy na szkle, grafiki sztalugowe i ilustracyjne (linoryty, akwaforty), ekslibrisy, kompozycje na emalii, dzieła techniką batiku, tłoczenia na skórze, inkrustacje, kilimy i hafty. Była autorką m.in. obrazów Staryj z borodoju (1923), Kniahynia Olha (1925, 1967), Hucuł z lulkoju (1928), Żinoczyj portret (1933), Kremenecka łegenda (1971), portretów m.in. Łesi Ukrainki, Sołomiji Kruszelnyćkiej i męża, cykli grafik T. Szewczenkowi (1961–1964), Twaryny (1932-1965), Peremyska łegenda (1966), Symwoły Skoworody (1969), mozaiki Zustricz Dowbusza z Dzwinkoju (1962), kompozycji na szkle Anna Jarosławna (1967), kompozycji na emalii Narodni powiria (1965-1966). 
Od 2000 jest patronką regionalnej nagrody artystycznej obwodu tarnopolskiego.